# Affioramenti naturali di idrocarburi
Un affioramento naturale di idrocarburi si ha quando questi fuoriescono dalle proprie rocce serbatoio e arrivano in superficie attraverso spaccature nella roccia, causate spesso dai terremoti. Gli affioramenti possono essere di tre tipi diversi: solidi, liquidi o gassosi.
Dagli affioramenti solidi fuoriescono di solito bitume o rocce bituminose; un esempio sono i pozzi di catrame di La Brea Tar Pits. Quelli liquidi sono molto più rari di quelli solidi e gassosi e consistono in emissioni di petrolio grezzo e talvolta misto ad acqua. Gli affioramenti gassosi sono i più comuni e consistono in fuoriuscite di gas naturale (per lo più metano) che possono anche prendere fuoco o dare vita a vulcani di fango nel caso si trovino nei pressi di una falda acquifera.
I primi due tipi sono sempre causati da gas naturale che ne aumenta la pressione e ne consente la risalita.